# Hebe (Mythologie)

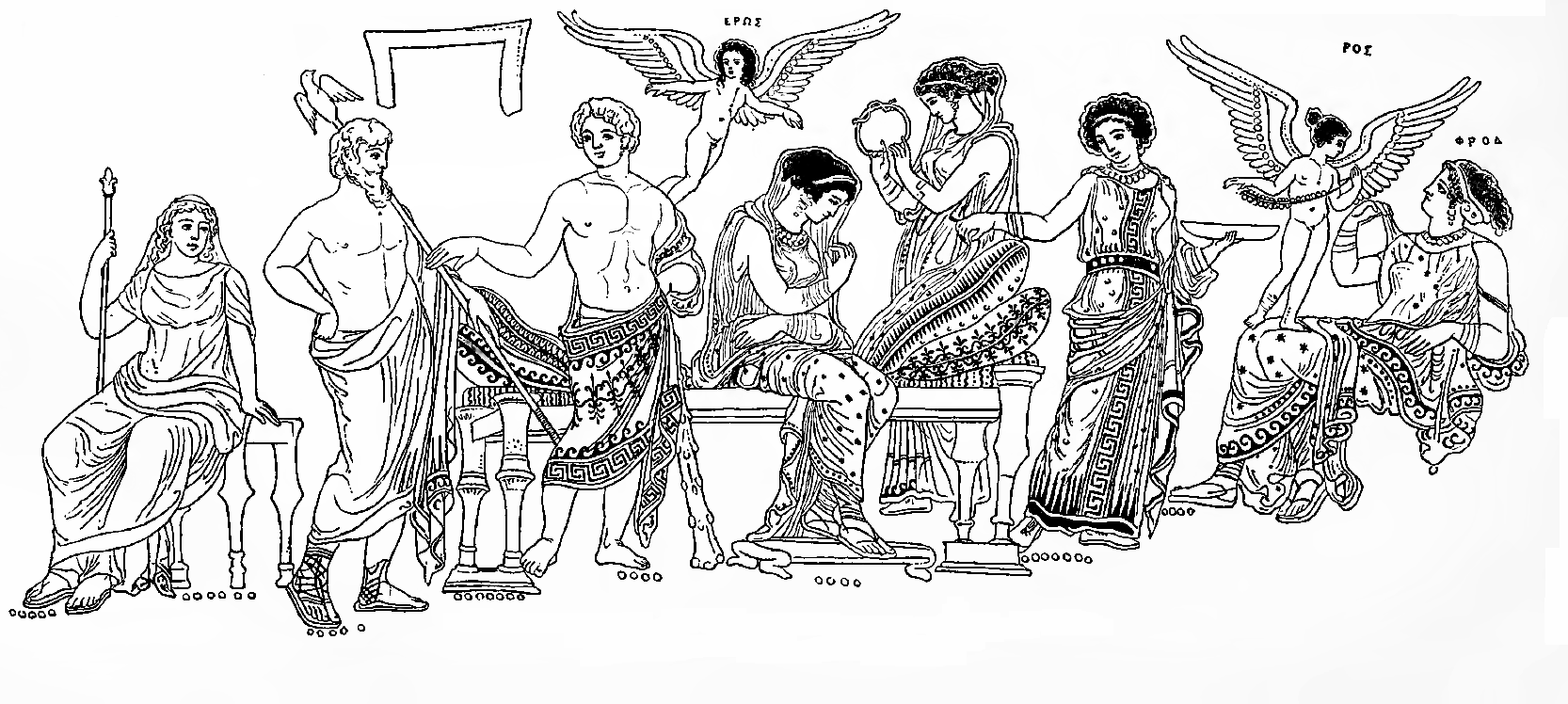
Hochzeit der Hebe und des Herakles (apulisches Vasenbild)

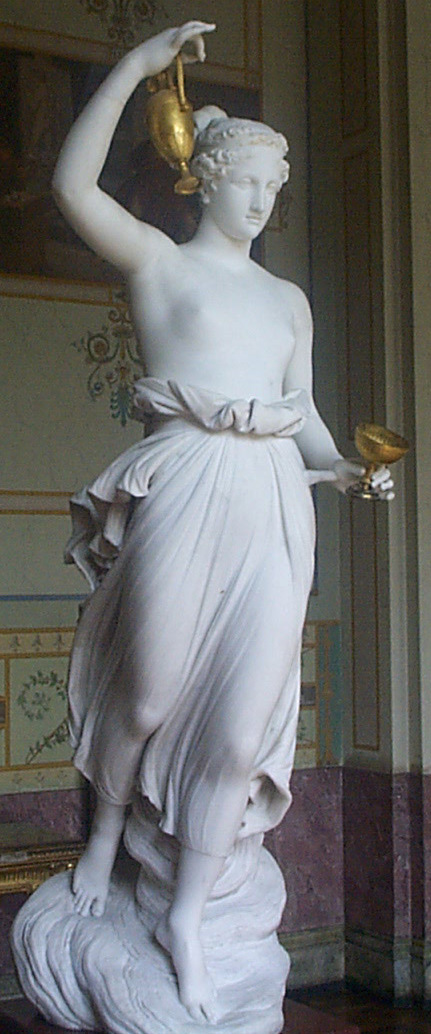
Skulptur der Hebe von Canova (1800–1805, Eremitage, Sankt Petersburg)

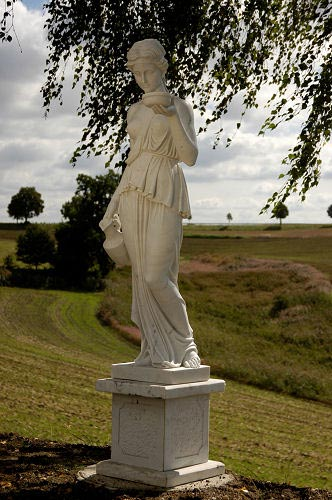
Marmorskulptur der Hebe von Bertel Thorvaldsen

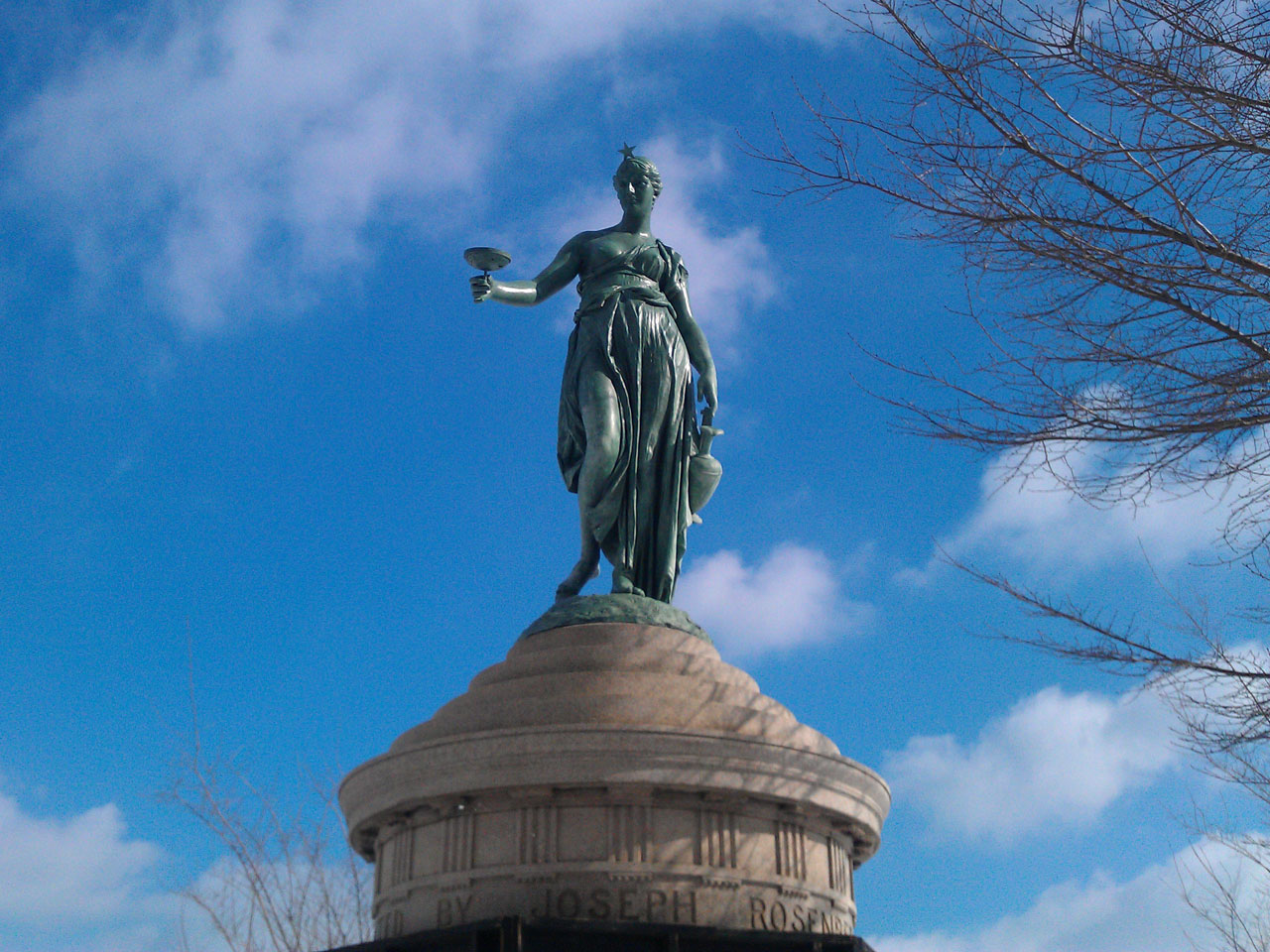
Skulptur der Hebe von Franz Machtl (München, 1893), Chicago, Illinois, USA

Hebe (altgriechisch Ἥβη Hḗbē, deutsch ‚Jugend‘) ist in der griechischen Mythologie die Göttin der Jugend. Die römische Entsprechung der Hebe ist Iuventas bzw. Iuventa.

## Mythos
Hebe, „die mit den schönen Fesseln“ (καλλίσφυρον kallísphyron) ist die Tochter von Zeus und Hera und die Schwester des Ares, der Eileithyia und des Hephaistos.
Sie ist Mundschenk der Götter und reicht Nektar und Ambrosia. Sie wird von Ganymed abgelöst. Nachdem der Held Herakles sich hatte verbrennen lassen und in den Olymp erhoben worden war, gaben ihm die Götter Hebe zur Frau. Von ihm hat sie die Kinder Alexiares und Aniketos.
Hebe hatte die Macht, Menschen eine neue Jugend zu schenken. So erneuerte sie auf Zeus’ Befehl die Jugend des Iolaos, des Neffen des Herakles.

## Kult und Darstellung
In Griechenland wurde Hebe an folgenden Orten kultisch verehrt:
- zusammen mit Hera in Mantineia. Die Kultbilder von Hera, Athene und Hebe waren Werke des Praxiteles.[8]
- zusammen mit Hera im Heraion von Argos, wo ihr Kultbild aus Gold und Elfenbein – ein Werk des Naukydes – neben dem Kultbild der Hera stand.[9]
- zusammen mit Herakles in Athen[10] und auf Kos[11]
- unter dem Namen Dia in Sikyon und Phleius[12]. Auch Pausanias berichtet über einen Kult der Hebe in Phleius, wo man sie ihm nach früher Ganymeda genannt habe. Ihr Heiligtum sei eine Asylstätte und mit einem Fest namens Kissotomoi (Efeuschnitt) verbunden.[13]

Von den erwähnten Kultbildern ist nichts erhalten. Auf Vasenbildern wird Hebe häufig in ihrer Rolle als Mundschenk dargestellt. Ihr Attribut ist ein Krug, aus dem sie den Göttern Nektar kredenzt. Häufig ist die Gestalt geflügelt, so dass nicht klar ist, ob Hebe oder Iris dargestellt ist.
In der Neuzeit schufen Antonio Canova, Bertel Thorvaldsen und Joseph Wackerle (Botanischer Garten München) Plastiken der Hebe.